# لوك بروفرز
لوك بروفرز (مواليد 3 مايو 1998) هو لاعب كرة قدم هولندي يلعب في مركز الوسط في نادي غو أهد إيغلز.